# Dreifaltigkeitskirche (Lübeck-Kücknitz)

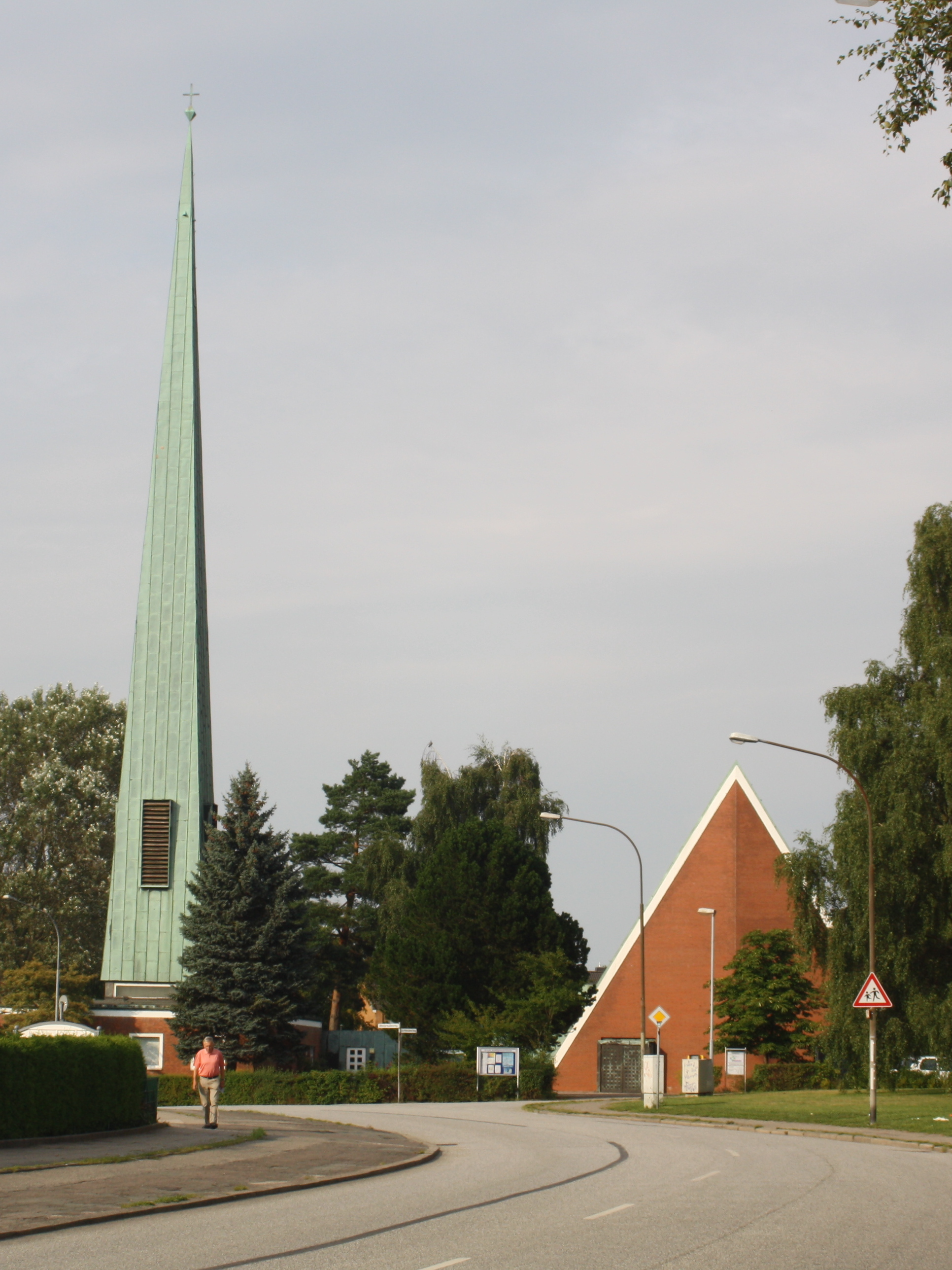
Dreifaltigkeitskirche Lübeck-Kücknitz (2014)

Die Dreifaltigkeitskirche ist ein evangelisch-lutherisches Kirchengebäude und Kulturdenkmal im Lübecker Stadtteil Kücknitz-Roter Hahn. Sie wurde zwischen 1963 und 1965 erbaut.

## Geschichte
1951 entstand in Kücknitz eine neue Siedlung mit dem Namen Roter Hahn. Im Jahr 1958 zählte sie 3.000 Einwohner. Die meisten waren Flüchtlinge und Vertriebene aus den ehemaligen deutschen Ostgebieten, die zuvor in den Flüchtlingslagern der Gegend (Lager Pöppendorf, Flender-Lager I und II) untergebracht gewesen waren. Aufgrund des großen Wachstums bestand der Wunsch auf eine eigene Kirchengemeinde. Deshalb wurde am 3. Februar 1964 die Dreifaltigkeitskirchengemeinde gegründet. Der Grundstein für das Kirchengebäude wurde 1963 gelegt. Der Entwurf stammt vom Architekten Otto Andersen aus Meldorf, die Ausführung leitete der Architekt Werner Groß. Die Weihe der Kirche fand am 28. Februar 1965 statt.

## Architektur
Das Dreieck als Symbol der Dreifaltigkeit im Namen der Kirche war die Gestaltungsidee für den Architekten. Der Glockenturm ist mit seinen 45 m Höhe schon von weitem sichtbar.
Die Kirche hat die Form eines Zeltes, wobei die Altarrichtung nach Nord-Osten weist. Das Gebäude besteht aus dreieckigen Stahlträgern, die im Inneren mit Holztäfelung und im Äußeren mit Kupferblech verkleidet sind. Die Sitzbänke laufen genau auf den Altar zu und werden durch Gänge unterbrochen. Auf dem Taufbecken, das mittig zwischen vorderster Bank und dem Altar aufgestellt ist, befinden sich Reliefs zur Noah-Geschichte. Die Taufe stammt, ebenso wie der Osterleuchter und das Altarkruzifix, von dem Bildhauer Fritz Fleer aus Hamburg. Ein verkleideter Verbindungsgang schließt im Nordwesten der Kirche an. Dieser führt fast zum Flachbau des Gemeindehauses.
Das gesamte Ensemble im Schlesienring steht unter Denkmalschutz. Dieser erstreckt sich auf „das gesamte Kirchengebäude (einschl. seiner bauzeitlichen Ausstattung) und den Glockenturm sowie auf das Äußere des Gemeindehauses mit Verbindungsgang zur Kirche, vorhandene Freifläche des Grundstücks“.

## Orgel

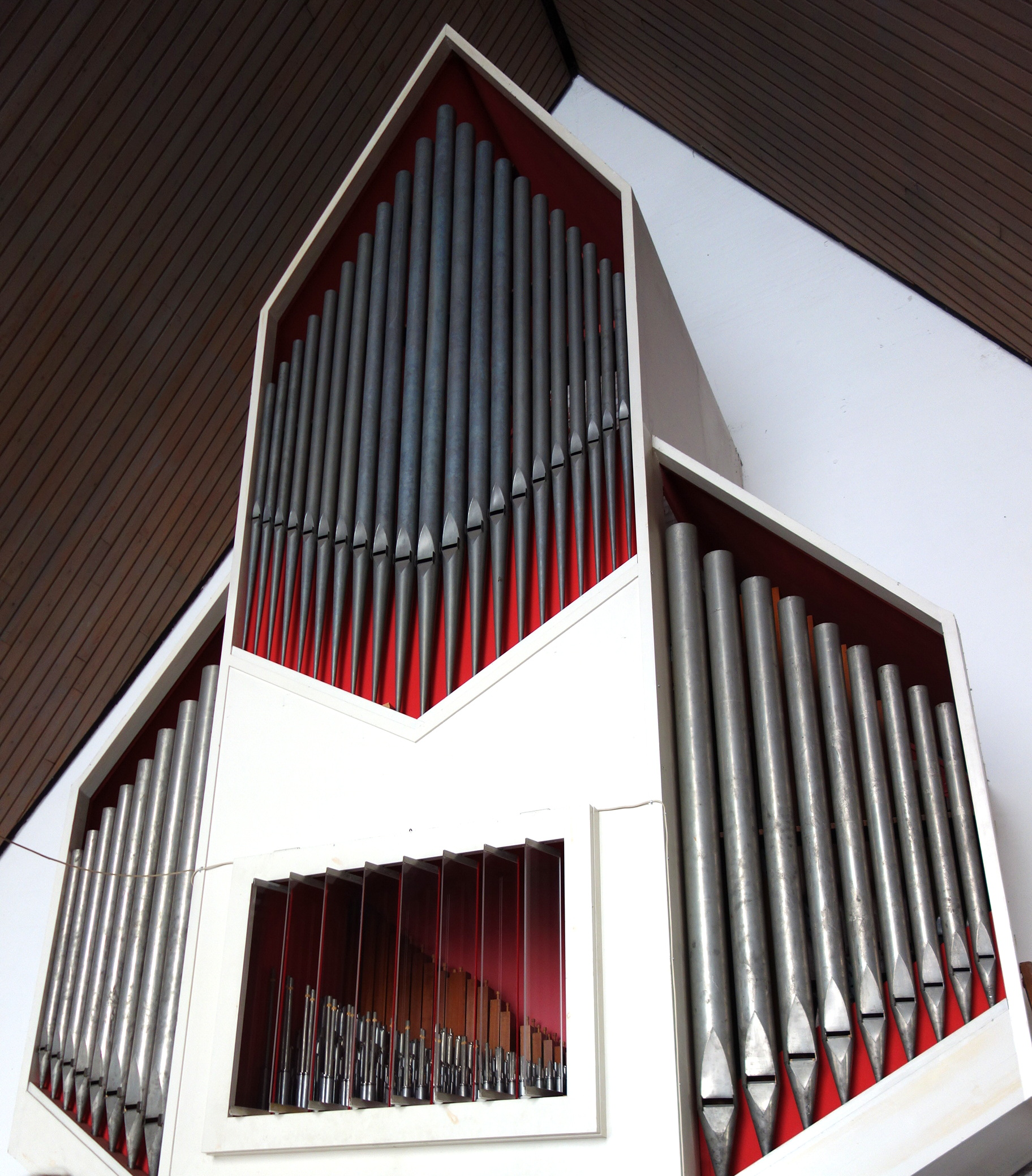
Orgel

In der neu erbauten Kirche wurde zunächst eine Kleinorgel aufgestellt, die zuvor im Barackenlager Flender II den Gottesdienst begleitet hatte. 1967 erhielt die Dreifaltigkeitskirche ein Werk mit mechanischer Spiel- und Registertraktur der Orgelbaufirma Emanuel Kemper & Sohn aus Lübeck mit 19 Registern auf zwei Manualen und Pedal.
Die Disposition lautet:
| I Hauptwerk C–g3 |             |    |
| 1.               | Prinzipal   | 8′ |
| 2.               | Rohrflöte   | 8′ |
| 3.               | Oktave      | 4′ |
| 4.               | Gedackt     | 4′ |
| 5.               | Waldflöte   | 2′ |
| 6.               | Mixtur IV–V |    |
| 7.               | Trompete    | 8′ |

| II Brustwerk (Schwellwerk) C–g3 |                  |          |
| 08.                             | Gedackt          | 8′       |
| 09.                             | Rohrflöte        | 4′       |
| 10.                             | Prinzipal        | 2′       |
| 11.                             | Quinte           | 1 ⁄3′    |
| 12.                             | Sesquialtera III | mit None |
| 13.                             | Scharf IV        |          |
| 14.                             | Krummhorn        | 8′       |
|                                 | Tremulant        |          |

| Pedal C–f1 |               |     |
| 15.        | Subbass       | 16′ |
| 16.        | Oktave        | 08′ |
| 17.        | Blockflöte    | 04′ |
| 18.        | Rauschwerk IV |     |
| 19.        | Fagott        | 16′ |

- Koppeln: II/I, I/P, II/P

## Glocken
Im Turm befinden sich vier Glocken mit den Schlagtönen a1, h1, cis2, e2. Zwei von ihnen sind aus dem ehemaligen Flender-Lager.

## Gemeinde
Seit 1998 gehört die Dreifaltigkeitskirche zur Kirchengemeinde Kücknitz, die durch Fusion der drei bis dahin selbständigen Gemeinden im Stadtteil (wieder) neu gebildet wurde.